# Косеновка (памятник)
Косе́новка (укр. Косенiвка) — памятник культуры Кукутени-Триполье, одно из крупнейших поселений её восточной части.

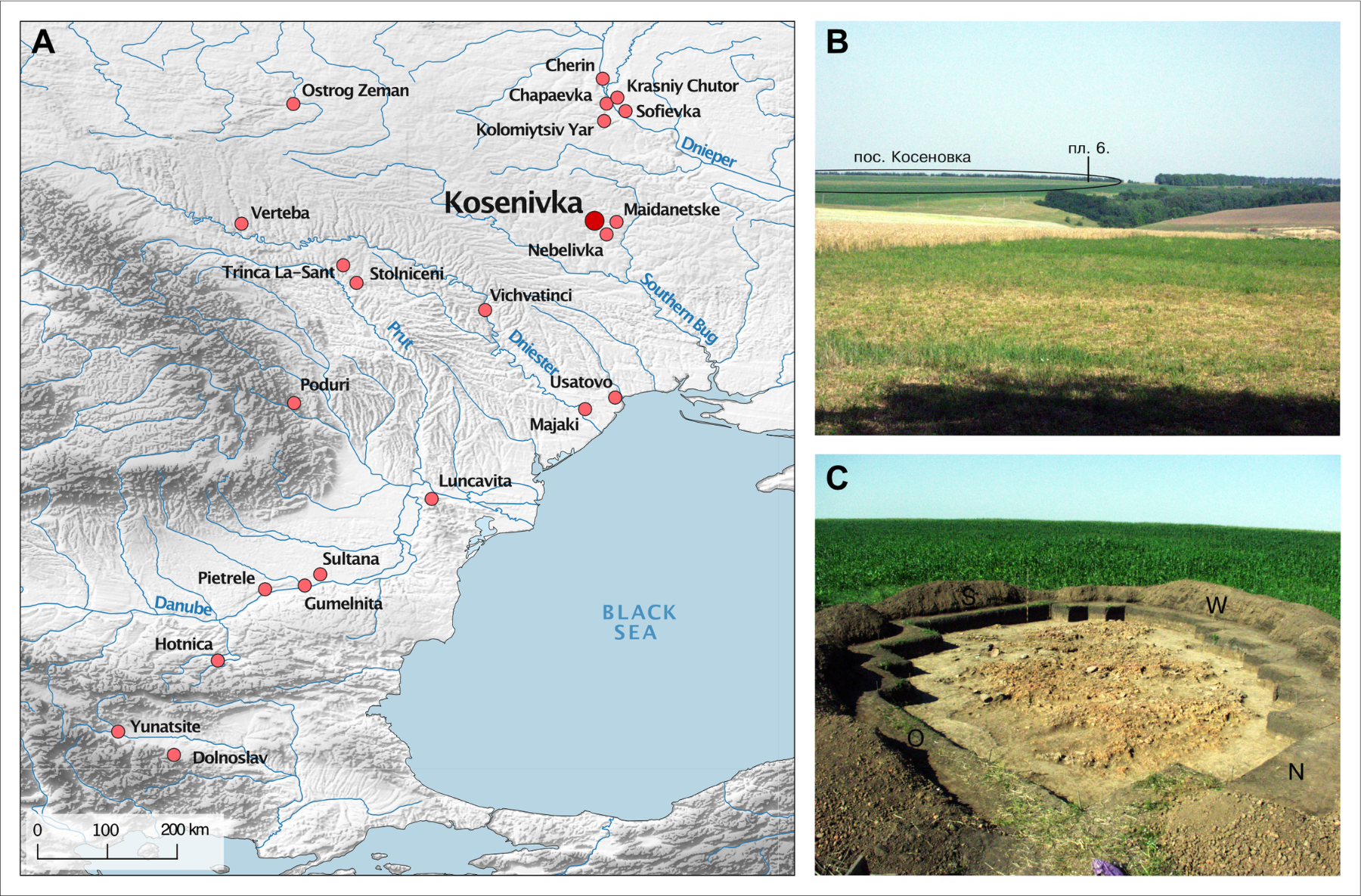
Карта поселения и раскопки 2004 года

### Расположение
Археологический памятник Косеновка относится к эпохе неолита и халколита Буго-Днепровского междуречья. Поселение расположено около одноимённого села в Уманском районе Черкасской области Украины. Относится к позднему этапу (C-I-II) Трипольской культуры (около 3700-3600 гг. до н. э.), расположен на плато к северу от долины реки Колодичная к юго-западу от одноимённого села. Площадь поселения составляет около 120 га.

### Особенности и история изучения
Первые упоминания о памятнике относятся к 1920-м годам. Исследования и археологические раскопки в 1982—1988 и 2004 годах открыли части поселения, включая несколько ям и сгоревшие остатки пяти домов. Это место считается одним из последних гигантских поселений Триполья. Поселение имело концентрическую структуру, характерную для среднетрипольского этапа (C-I) и занимало речной мыс. Монументальные сооружения находились в центре поселения. Одна из этих построек, площадью около 250 м², была изучена во время исследований Трипольской экспедиции ИА АН УССР 1984—1987 гг. под руководством украинского археолога Т. Г. Мовша. Дома в Косеновке складывались из крупных блоков и облицовывались глиняной обмазкой, окрашенной в разные цвета: вишневый, красный и белый. В некоторых из них встречались и подвальные помещения. В одном из зданий площадью около 112 м² обнаружили три печи, а в целом инвентарь поселения показывает культурные связи как с другими локальными группами, так и со степными культурами. Среди керамических сосудов найдено подражание степным сосудам культурной группы нижнемихайловского типа. Поселения, близкие Косеновке, образуют одноимённую группу, включающую в себя поселения Аполянка и Коржова для первой фазы развития и Ольховец-1 (Вільховець), Ольшана Слободка и Завадовка — для второй, более поздней фазы. По разным методикам подсчета общее количество построек в Косеновке составляло от 299 до 382.
Несмотря на крупные поселения, население которых доходило до 15 000 человек, человеческих останков на памятниках найдено крайне мало, а известные сосредоточены в западной части проживания общности (Кукутени), а не в восточной (Триполье). Это любопытно, так как кремация встречалась в 1 % случаев, и ещё реже умерших хоронили прямо в доме. Сами жилища довольно часто оказывались сожженными, поэтому археологи предполагают, что это было сделано намерено. Когда жители покидали поселение, они уничтожали свои дома. В Косеновке остатки подобной практики были обнаружены на месте жилища № 5, при этом остатки жилища более позднего горизонта находились примерно на том же месте. По-видимому, строители верхнего горизонта Косеновки сбросили остатки сожженной постройки нижнего горизонта в расположенные в ряд ямы верхнего. Затем образовавшееся линзовидное углубление заполнялось остатками жертвоприношений.

### Исследование костных останков
Раскопки 2004 года, проведённые В. А. Круцем, открыли жилище № 6 размером 12 × 4,5 м, также двухэтажное. Из-за сильного повреждения грабительскими раскопками и подвижками грунта, точные функции помещений определить было нельзя. В яме, оставшейся от дома, было найдено около 80 обожженных и 10 несожженных фрагментов человеческих костей. Первичный анализ показал, что это останки как минимум шести человек — один ребёнок, три молодые женщины и один зрелый мужчина. При дальнейшем исследовании уточнили, что речь идет об останках семи человек.
Помимо анализа фаунистических и человеческих останков из дома 6, в этом исследовании были проанализированы находки обугленных зерен злаков из дома 3 (квадрат 5), выкопанных во время более ранних раскопок, на предмет радиоуглерода и стабильных изотопов. Всего 17 радиоуглеродных дат по коллагену костей человека и фауны из дома 6 и ещё одного дома были включены в два исследования, посвящённые относительной и абсолютной хронологии местных групп Среднего и Позднего Триполья [9, 10]. Байесовское моделирование, проведённое в этих исследованиях, присваивает наибольшую вероятность периодам 3585-3500 cal BC [9] и 3715-3635 cal BC [10] для этих площадок (сгоревшие остатки полов домов, построенных из глиняной крошки и дерева), помещая поселение Косенивка в конец C1 или на переходе от C1 к C2. Смоделированные даты совпадают с датами человеческих останков из пещеры Вертеба (3800-3600 гг. до н. э., [38]).
Сначала археологи предположили, что жители поселения погибли в результате пожара, так как кости четырёх человек были сильно обожжены. Более подробное изучение показало, что пожар случился уже после их смерти, а один из людей умер спустя почти 100 лет после остальных. Тем не менее, версию насильственной смерти нельзя было исключать, так как у на двух черепах были обнаружены следы незаживших травм.
Питание трипольцев также удалось исследовать. Большинство находок в яме — зерна и большое количество костей животных, однако изотопный анализ показал, что трипольцы ели менее 10 % мяса. Это согласуется с анализом зубов, найденных на месте, на которых есть следы износа, указывающие на пережевывание зерна и других растительных волокон. То, что рацион трипольцев состоял в основном из растений, подтверждает теории о том, что крупный рогатый скот в этих культурах в первую очередь использовался для удобрения полей и производства молока, а не мяса. При этом в каждом поселении Трипольской культуры, судя по всему, разводили свою породу рогатого скота.